# Miranda de Ebro
Miranda de Ebro település Spanyolországban, Burgos tartományban. Miranda de Ebro Armiñon, Berantevilla, Zambrana, Labastida, Haro, Villalba de Rioja, Sajazarra, Galbárruli, Cellorigo, Bugedo, Santa Gadea del Cid, Lantaron, Ribera Baja/Erribera Beitia, Cihuri és Fonzaleche községekkel határos. Lakosainak száma 36 018 fő (2024).

## Népesség
A település népessége az utóbbi években az alábbiak szerint változott:
| Lakosok száma | 35 470 | 37 020 | 38 276 | 39 264 | 38 930 | 36 724 | 35 922 | 35 522 | 35 528 | 36 018 |
|               | 2001   | 2004   | 2006   | 2009   | 2011   | 2014   | 2016   | 2019   | 2021   | 2024   |